# Махвіт
Махвіт (араб. المحويت) — місто в Ємені, адміністративний центр мухафази Махвіт.

## Географія

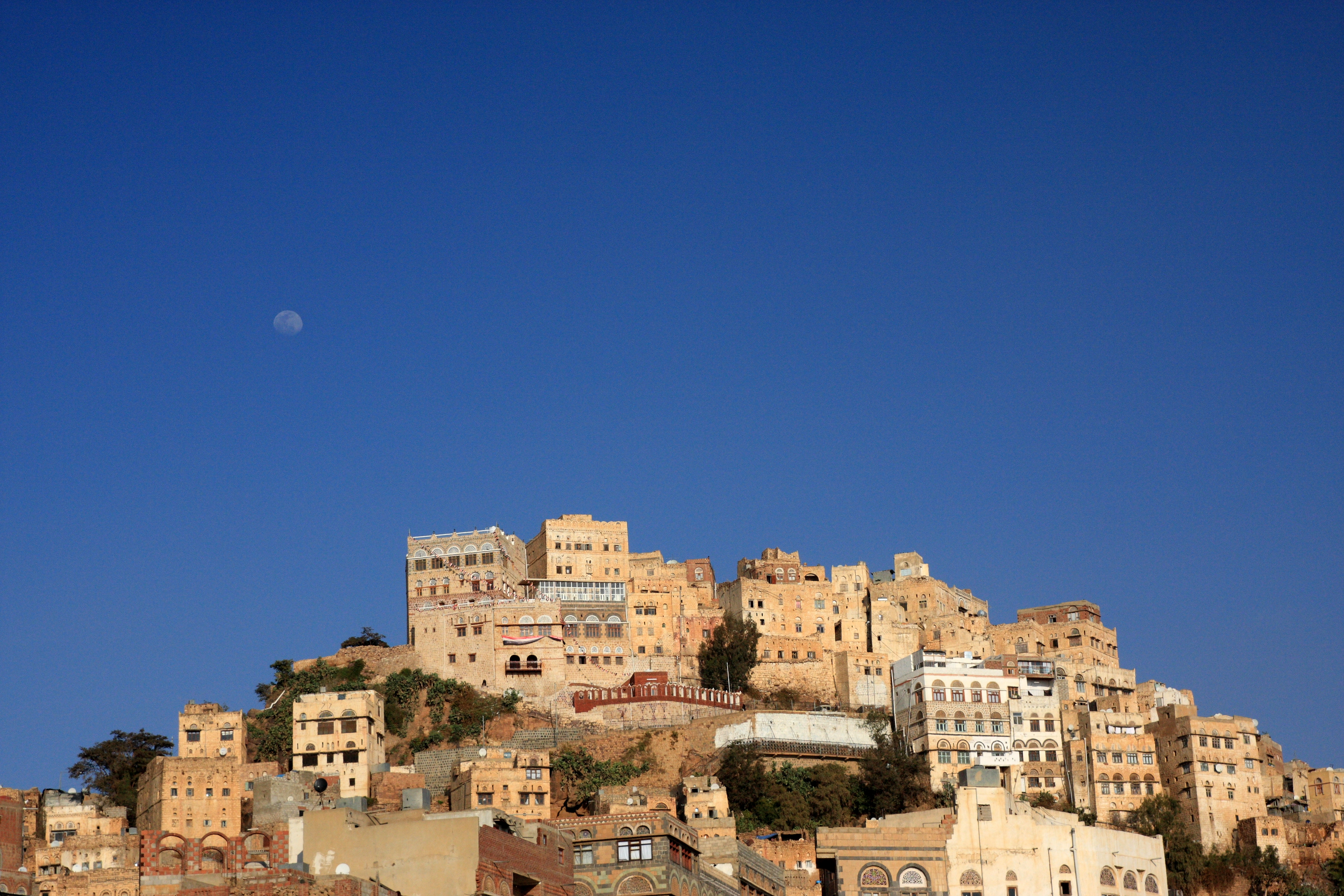
Будинки міста Махвіт, Гори ХАРАЗ.

Розташований у північно-західній частині країни Ємен, в 111 км на північний захід від столиці Санаа, на висоті 2097 м над рівнем моря.
Історично місто було відоме як важливий центр торгівлі кави. Навколо міста, на додаток до кави і тютюну, вирощують просо, кат, кукурудзу і овочі.

## Населення
За даними на 2013 рік чисельність населення міста становила 16 643 особи.
Динаміка чисельності населення міста по роках:
| 1994  | 2004    | 2012    | 2013    |
| ----- | ------- | ------- | ------- |
| 9 060 | ▲12 817 | ▲16 291 | ▲16 643 |

## Клімат
| Клімат Махвіт           | Клімат Махвіт | Клімат Махвіт | Клімат Махвіт | Клімат Махвіт | Клімат Махвіт | Клімат Махвіт | Клімат Махвіт | Клімат Махвіт | Клімат Махвіт | Клімат Махвіт | Клімат Махвіт | Клімат Махвіт | Клімат Махвіт |
| Показник                | Січ.          | Лют.          | Бер.          | Квіт.         | Трав.         | Черв.         | Лип.          | Серп.         | Вер.          | Жовт.         | Лист.         | Груд.         | Рік           |
| Середній максимум, °C   | 22,6          | 24,8          | 25,7          | 25,4          | 26,7          | 29,0          | 27,4          | 27,0          | 26,4          | 23,5          | 21,6          | 21,1          | 25,1          |
| Середня температура, °C | 13,8          | 15,4          | 17,2          | 17,8          | 19,3          | 20,7          | 21,1          | 20,9          | 19,3          | 16,7          | 14,5          | 13,6          | 17,5          |
| Середній мінімум, °C    | 5,1           | 6,0           | 8,7           | 10,2          | 12,0          | 12,5          | 14,8          | 14,8          | 12,2          | 9,9           | 7,5           | 6,1           | 10,0          |
| ----------------------- | ------------- | ------------- | ------------- | ------------- | ------------- | ------------- | ------------- | ------------- | ------------- | ------------- | ------------- | ------------- | ------------- |
| Джерело:                |               |               |               |               |               |               |               |               |               |               |               |               |               |